# Communauté de communes Canaux et Forêts en Gâtinais
La communauté de communes Canaux et Forêts en Gâtinais est une communauté de communes française, située dans le département du Loiret en région Centre-Val de Loire. Elle a été créée le 1er janvier 2017 et est issue de la fusion de la communauté de communes du canton de Lorris, de la communauté de communes de Châtillon-Coligny et de la communauté de communes du Bellegardois. Elle regroupe 38 communes. Les communes concernées partagent un certain nombre de compétences. Son siège se trouve à Lorris.

## Histoire
Dans une perspective de renforcement des intercommunalités, la loi du 7 août 2015 portant nouvelle organisation territoriale de la République, dite loi NOTRe , augmente le seuil démographique minimal de 5 000 à 15 000 habitants, sauf exceptions. Le Schéma départemental de coopération intercommunale du Loiret est arrêté sur ces bases le 30 mars 2016 et prévoit la fusion des communautés de communes du canton de Lorris et canton de Châtillon-Coligny et du Bellegardois.
Sur les 38 communes constituant le regroupement, 5 émettent un avis défavorable (Mézières en Gâtinais, Moulon, Quiers-sur-Bezonde, Pressigny-les-Pins et Montereau) soit 2 748 habitants. Toutefois l'accord des communes sur la fusion proposée ayant été exprimé par la moitié au moins des conseils municipaux concernés, représentant la moitié au moins de la population totale du groupement, la fusion est prononcée par arrêté du 19 septembre 2016 avec effet au 1er janvier 2017.

## Géographie

### Géographie physique
Située dans le centre-est du département du Loiret, la communauté de communes Canaux et Forêts en Gâtinais regroupe 38 communes et présente une superficie de 752,5 km2.

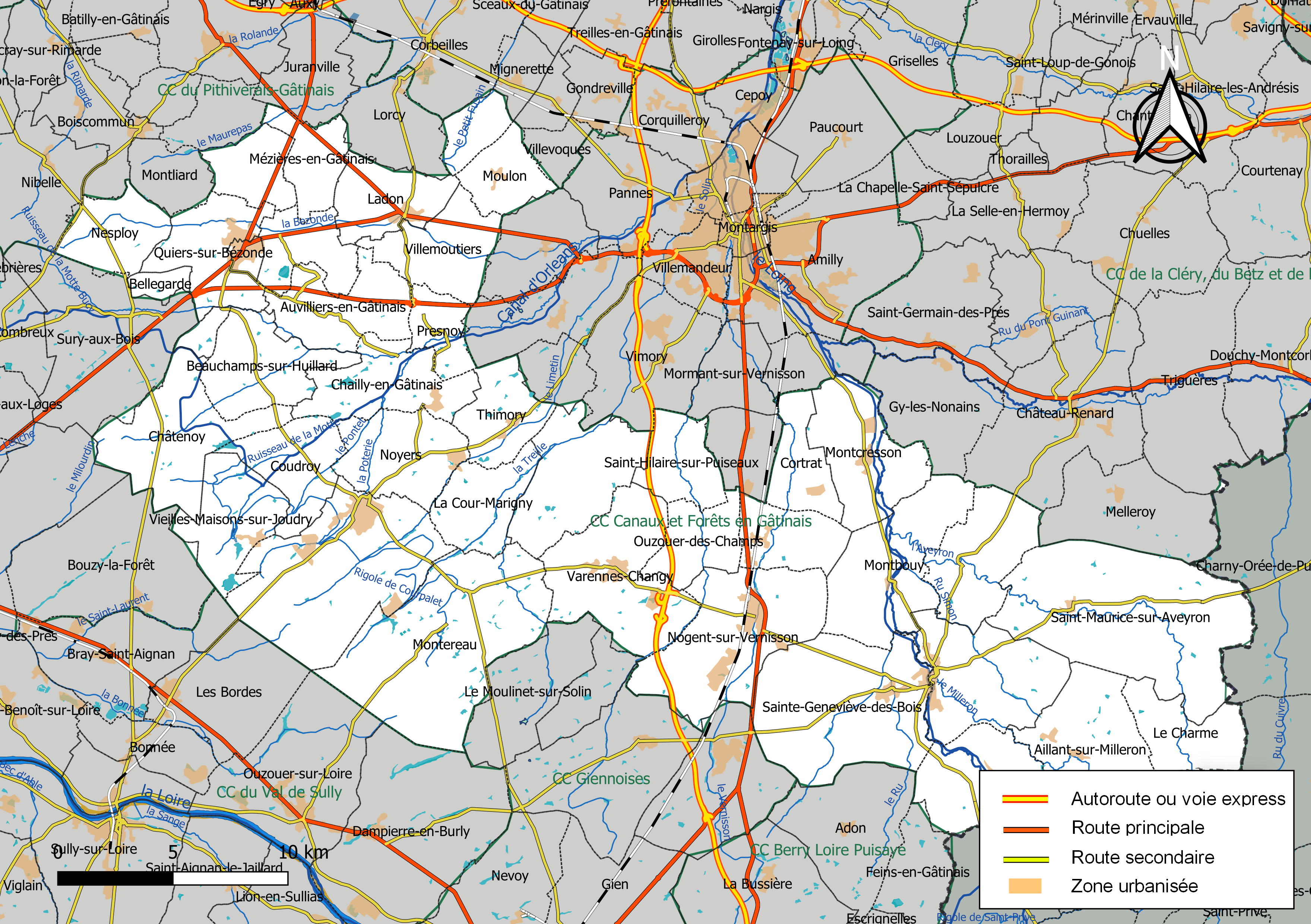
Carte de la communauté de communes Canaux et Forêts en Gâtinais au 1er janvier 2019.

### Composition

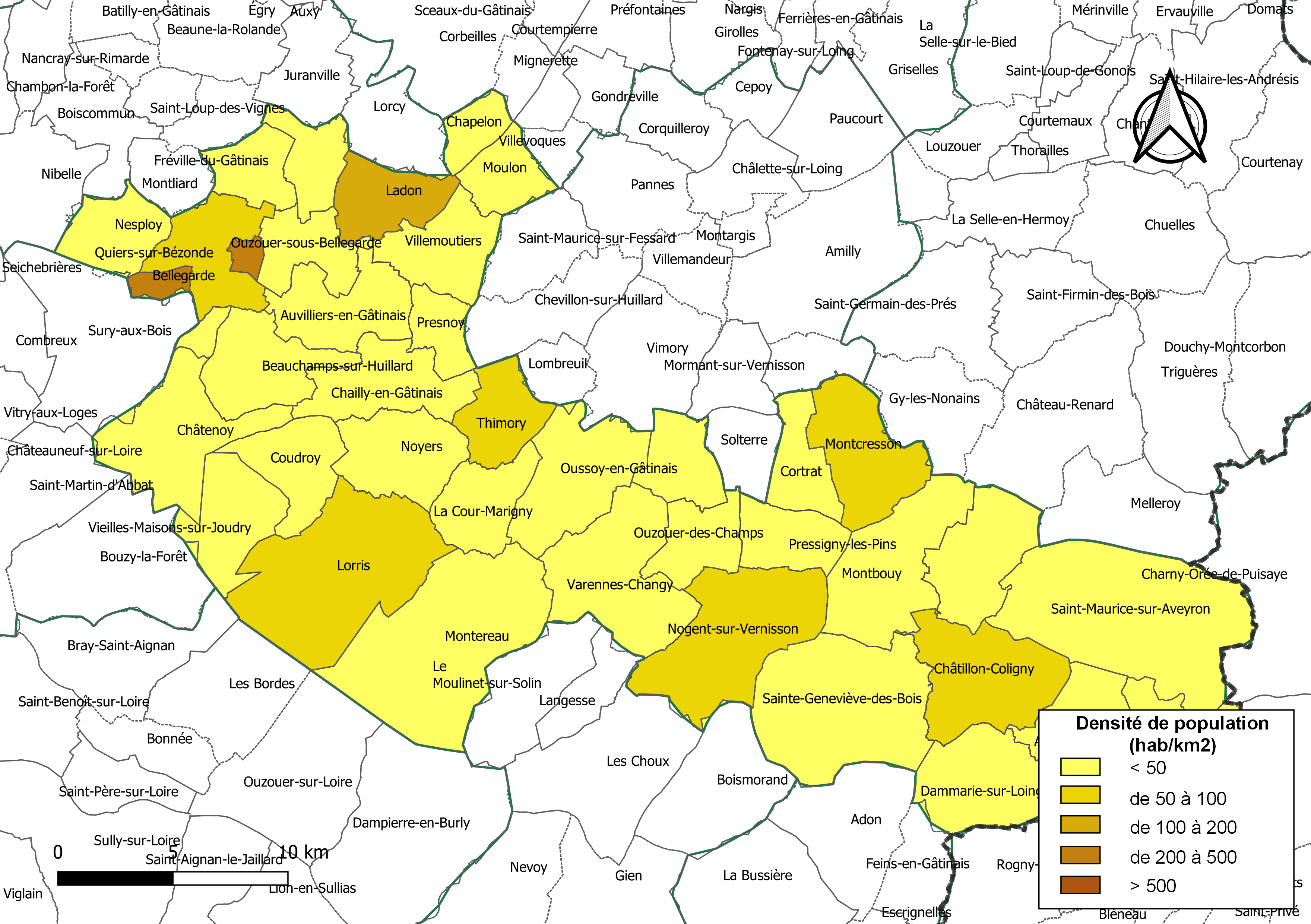
Carte des densités de population (millésimée 2016) des communes de la communauté de communes Canaux et Forêts en Gâtinais. Composition en communes au 1er janvier 2019.

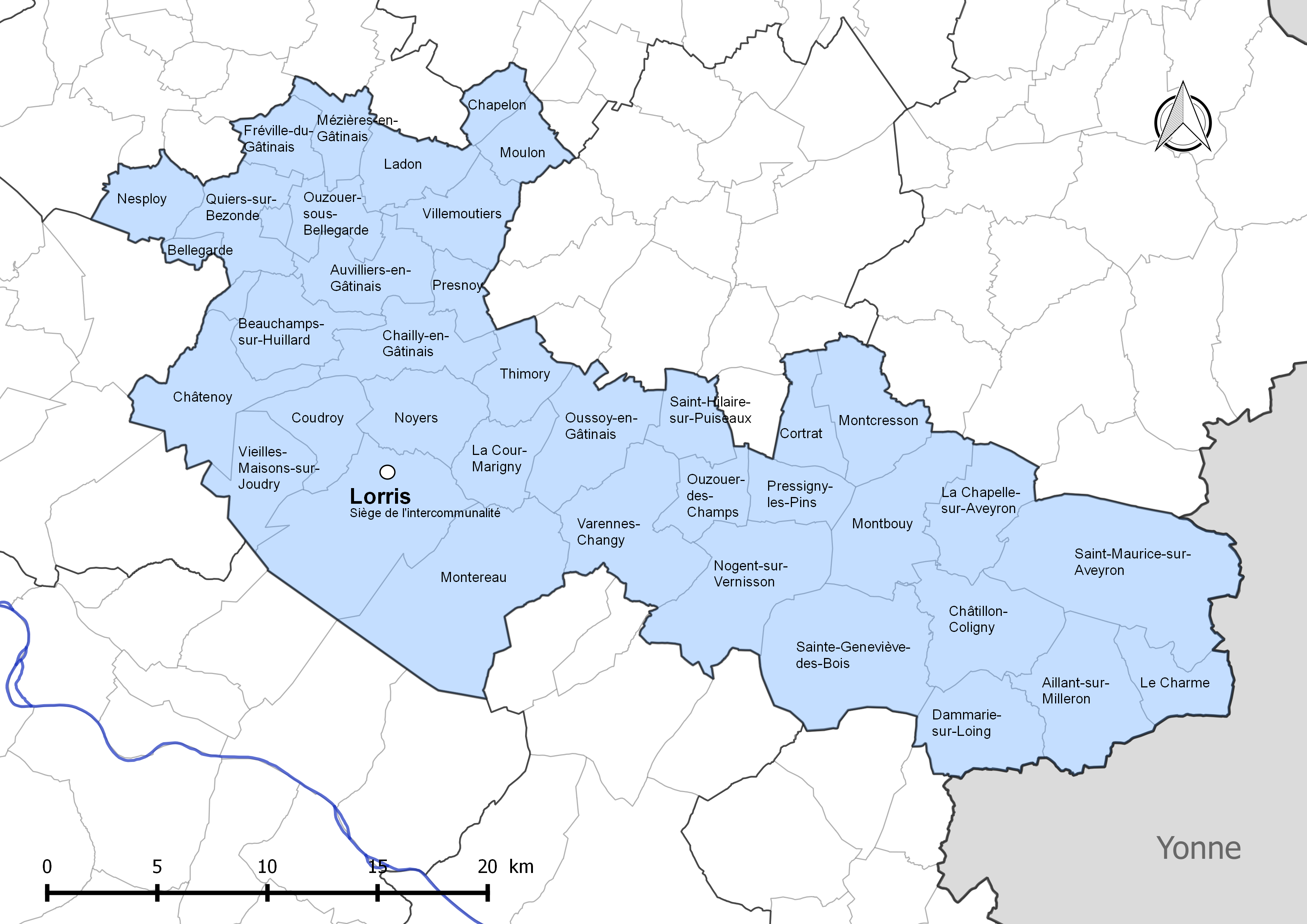
Composition communale de la communauté de communes Canaux et forêts en Gâtinais.

La communauté de communes est composée des 38 communes suivantes :

| Nom                         | Code Insee | Gentilé           | Superficie (km2) | Population (dernière pop. légale) | Densité (hab./km2) |
| --------------------------- | ---------- | ----------------- | ---------------- | --------------------------------- | ------------------ |
| Lorris (siège)              | 45187      | Lorrissois        | 44,91            | 3 002 (2022)                      | 67                 |
| Aillant-sur-Milleron        | 45002      | Aillantais        | 26,93            | 374 (2022)                        | 14                 |
| Auvilliers-en-Gâtinais      | 45017      | Auvillois         | 20,61            | 335 (2022)                        | 16                 |
| Beauchamps-sur-Huillard     | 45027      | Beauchampois      | 18,09            | 402 (2022)                        | 22                 |
| Bellegarde                  | 45031      | Bellegardois      | 4,93             | 1 416 (2022)                      | 287                |
| Chailly-en-Gâtinais         | 45066      | Calliaciens       | 18,37            | 688 (2022)                        | 37                 |
| La Chapelle-sur-Aveyron     | 45077      | Chapellois        | 19,03            | 623 (2022)                        | 33                 |
| Chapelon                    | 45078      | Chapelonais       | 6,52             | 250 (2022)                        | 38                 |
| Le Charme                   | 45079      | Charmois          | 13,82            | 149 (2022)                        | 11                 |
| Châtenoy                    | 45084      | Castelneuviens    | 25,84            | 424 (2022)                        | 16                 |
| Châtillon-Coligny           | 45085      | Chatillonnais     | 25,53            | 1 858 (2022)                      | 73                 |
| Cortrat                     | 45105      | Cortratiens       | 11,03            | 82 (2022)                         | 7,4                |
| Coudroy                     | 45107      | Coudroyens        | 14,73            | 299 (2022)                        | 20                 |
| La Cour-Marigny             | 45112      | Curti-Marignacais | 13,43            | 367 (2022)                        | 27                 |
| Dammarie-sur-Loing          | 45121      | Dammariens        | 20,94            | 460 (2022)                        | 22                 |
| Fréville-du-Gâtinais        | 45150      | Frévillois        | 9,77             | 178 (2022)                        | 18                 |
| Ladon                       | 45178      | Ladonnais         | 13,75            | 1 394 (2022)                      | 101                |
| Mézières-en-Gâtinais        | 45205      | Macériens         | 9,86             | 259 (2022)                        | 26                 |
| Montbouy                    | 45210      | Montboviens       | 26,73            | 727 (2022)                        | 27                 |
| Montcresson                 | 45212      | Montcressonnais   | 21               | 1 257 (2022)                      | 60                 |
| Montereau                   | 45213      | Monterelais       | 50,12            | 644 (2022)                        | 13                 |
| Moulon                      | 45219      | Moulonois         | 9,4              | 183 (2022)                        | 19                 |
| Nesploy                     | 45223      | Nesployois        | 12,87            | 368 (2022)                        | 29                 |
| Nogent-sur-Vernisson        | 45229      | Nogentais         | 33,27            | 2 571 (2022)                      | 77                 |
| Noyers                      | 45230      | Nucériens         | 18,06            | 743 (2022)                        | 41                 |
| Oussoy-en-Gâtinais          | 45239      | Oussoyens         | 23,23            | 423 (2022)                        | 18                 |
| Ouzouer-des-Champs          | 45242      | Oratoriens        | 11,32            | 279 (2022)                        | 25                 |
| Ouzouer-sous-Bellegarde     | 45243      | Oratoriens        | 11,57            | 314 (2022)                        | 27                 |
| Presnoy                     | 45256      | Presnoyens        | 7,72             | 256 (2022)                        | 33                 |
| Pressigny-les-Pins          | 45257      | Pressigniens      | 11,91            | 530 (2022)                        | 45                 |
| Quiers-sur-Bezonde          | 45259      | Quierois          | 16,61            | 1 165 (2022)                      | 70                 |
| Saint-Hilaire-sur-Puiseaux  | 45283      | Hilairois         | 11,34            | 154 (2022)                        | 14                 |
| Saint-Maurice-sur-Aveyron   | 45292      | Saint-Mauriciens  | 53,76            | 842 (2022)                        | 16                 |
| Sainte-Geneviève-des-Bois   | 45278      | Génovéfains       | 40,74            | 1 062 (2022)                      | 26                 |
| Thimory                     | 45321      | Thimoriens        | 12,37            | 691 (2022)                        | 56                 |
| Varennes-Changy             | 45332      | Varennois         | 29,77            | 1 483 (2022)                      | 50                 |
| Vieilles-Maisons-sur-Joudry | 45334      | Vetula-Domussiens | 16,46            | 621 (2022)                        | 38                 |
| Villemoutiers               | 45339      | Villamonastériens | 16,18            | 475 (2022)                        | 29                 |

## Démographie
| 1968   | 1975   | 1982   | 1990   | 1999   | 2010   | 2015   | 2021   |
| ------ | ------ | ------ | ------ | ------ | ------ | ------ | ------ |
| 19 859 | 20 120 | 21 679 | 23 020 | 24 524 | 27 943 | 28 030 | 27 294 |

## Administration

### Conseil communautaire
Le nombre et la répartition des sièges au sein de l’organe délibérant de la communauté de communes du Pithiverais est arrêté selon les modalités prévues aux II et III de l'article L 5211-6-1 du CGCT. Ainsi le conseil communautaire compte x sièges répartis en fonction du nombre d'habitants de chaque commune.

### Président
Albert Février, Maire LR de Ladon.

## Compétences
La loi Notre prévoit le transfert de nouvelles compétences aux communautés de communes et aux communautés d’agglomération selon un calendrier échelonné..

### Compétences obligatoires
- Promotion du tourisme, dont la création d’offices de tourisme (au sein du groupe de compétence « développement économique ») : 1er janvier 2017
- Collecte et traitement des déchets : 1er janvier 2017
- Entretien et gestion des aires d’accueil des gens du voyage : 1er janvier 2017
- Gestion des milieux aquatiques et protection contre les inondations (GEMAPI) : 1er janvier 2018
- Eau : 1er janvier 2020
- Assainissement : 1er janvier 2020

### Compétences optionnelles et facultatives
La lecture combinée des articles 64 et 68 ajoute :
- les compétences « création et gestion de maisons de service au public » et « eau » sur la liste des compétences optionnelles des communautés de communes à compter respectivement du 1er janvier 2017 et du 1er janvier 2018 pour les communautés de communes existantes.
- la compétence « Création de maisons de service au public » sur la liste des compétences optionnelles des communautés d’agglomération à compter du 1er janvier 2017.

En cas de fusion d’EPCI (cas de la communauté de communes du Pithiverais), le nouvel EPCI exerce l’ensemble des compétences exercées auparavant par les EPCI fusionnés (niveau d’intégration le plus élevé). Toutefois, et jusqu’à une délibération de l’EPCI dans le délai d’1 an s’agissant des compétences optionnelles et dans le délai de 2 ans s’agissant des compétences facultatives, l’EPCI fusionné  n’exerce les compétences optionnelles ou facultatives que sur les anciens périmètres où elles étaient exercées.